# George Eckstein
George Eckstein (Los Ángeles, California, 3 de mayo de 1928 - Brentwood Heights, California, 12 de septiembre de 2009) fue un escritor y productor de televisión estadounidense cuya carrera abarcó tres décadas, desde principio de los años 1960 hasta finales de los años 1980. Eckstein fue el productor de populares programas de televisión como Los invasores y Audacia es el juego, además de escribir los guiones de muchos otros como Gunsmoke y Cannon. Desde finales de la década de 1970 en adelante, la mayor parte del trabajo de producción de Eckstein fue en varias películas y especiales para televisión, siendo durante un año el productor ejecutivo de la serie de la NBC, Love, Sidney.
Eckstein nació en Los Ángeles (California), hijo de Ruth y George Eckstein, un vendedor. Estuvo casado con la actriz Ann Morgan Guilbert desde 1951 hasta su divorcio en 1966, teniendo dos hijos con ella, la instructor de actuación Nora Eckstein y la actriz Hallie Todd. Se casó de nuevo con la actriz Selette Cole, con la que tuvo una hija, Jennifer. Murió de cáncer de pulmón en Brentwood Heights, California.